# Ализе Сен Рен
Ализе Сен Рен (фр. Alise-Sainte-Reine) насеље је и општина у источном делу централне Француске у региону Бургундија-Франш-Конте, у департману Златна обала која припада префектури Монбар.
По подацима из 2011. године у општини је живело 611 становника, а густина насељености је износила 159,53 становника/km². Општина се простире на површини од 3,83 km². Налази се на средњој надморској висини од 344 метара (максималној 407 m, а минималној 237 m).

## Демографија
| 1962. | 1968. | 1975. | 1982. | 1990. | 1999. | 2011. |
| ----- | ----- | ----- | ----- | ----- | ----- | ----- |
| 699   | 755   | 707   | 717   | 667   | 674   | 611   |

График промене броја становника у току последњих година